# Ida Fischer
Ida Fischer (* 21. September 1895 in Greiz; † 25. April 1984 in Weimar) war eine deutsche Kontoristin, Widerstandskämpferin gegen das NS-Regime, Kommunal- und Landespolitikerin (SPD/USPD/KPD/KPO/SED).

## Leben
Fischer entstammte einer Familie, die der Sozialdemokratie verbunden war. Ihre Mutter war Weberin, der Vater, Bruno Fischer, war Werksmeister im Städtischen Gaswerk Greiz und Mitglied der SPD. Ihre Schwester Hilde Fischer, war ebenfalls in Greiz und Weimar politisch aktiv. Nach dem Besuch der Volks- und anschließend der Mittelschule erlernte sie den Beruf der Kontoristin, in dem sie auch arbeitete. Frühzeitig war sie gewerkschaftlich organisiert. Im Jahr 1913 trat sie der Sozialdemokratischen Partei Deutschlands (SPD) bei und ging im Jahr 1919 zur Unabhängigen Sozialdemokratischen Partei Deutschlands (USPD). In diesem Jahr gehörte sie zu den Mitgliedern eines Vorbereitungsausschusses zur Gründung der Volkshochschule von Greiz. Im Jahr 1920 wechselte sie zur Kommunistischen Partei Deutschlands (KPD) über. Mit deren Mandat war sie von 1924 bis 1932 Stadträtin. Seit 1933 arbeitete sie weiter illegal gegen das NS-Regime, wurde mehrfach in „Schutzhaft“ genommen und in den Jahren 1935 bis 1939 im Gefängnis inhaftiert.
Nach der Befreiung vom Nationalsozialismus wurde sie im Greizer Arbeitsamt tätig, danach arbeitete sie als Hauptbuchhalterin im Thüringer Volksverlag sowie als Geschäftsführerin in der Konsumgenossenschaft. Im Jahr 1946 gehörte sie nach der Zwangsvereinigung von SPD und KPD zur Sozialistischen Einheitspartei Deutschlands (SED) und wurde mit deren Mandat Mitglied des Thüringer Landtags. Zugleich leitete sie die Personalabteilung der Greizer Kreisverwaltung. Im Jahr 1948 legte sie unter dem Druck der SED-Landesleitung ihr Landtagsmandat nieder und zog sich seit 1953 ganz aus dem Parteileben zurück.

## Würdigung
Ihr zu Ehren wurde ein Kindergarten in Greiz (Papiermühlenweg) nach ihr benannt.